# Isabelle Schmutz
Isabelle Schmutz (Lausana, 12 de febrero de 1971) es una deportista suiza que compitió en judo. Ganó dos medallas en el Campeonato Europeo de Judo, plata en 2001 y bronce en 1998.

## Palmarés internacional
| Campeonato Europeo | Campeonato Europeo | Campeonato Europeo | Campeonato Europeo |
| Año                | Lugar              | Medalla            | Categoría          |
| ------------------ | ------------------ | ------------------ | ------------------ |
| 1998               | Oviedo (España)    | Medalla de bronce  | –52 kg             |
| 2001               | París (Francia)    | Medalla de plata   | –52 kg             |